# Namo Mirik
Namo Mirik is een bestuurslaag in het regentschap Deli Serdang van de provincie Noord-Sumatra, Indonesië. Namo Mirik telt 1371 inwoners (volkstelling 2010).